# Schildersverdriet (plant)

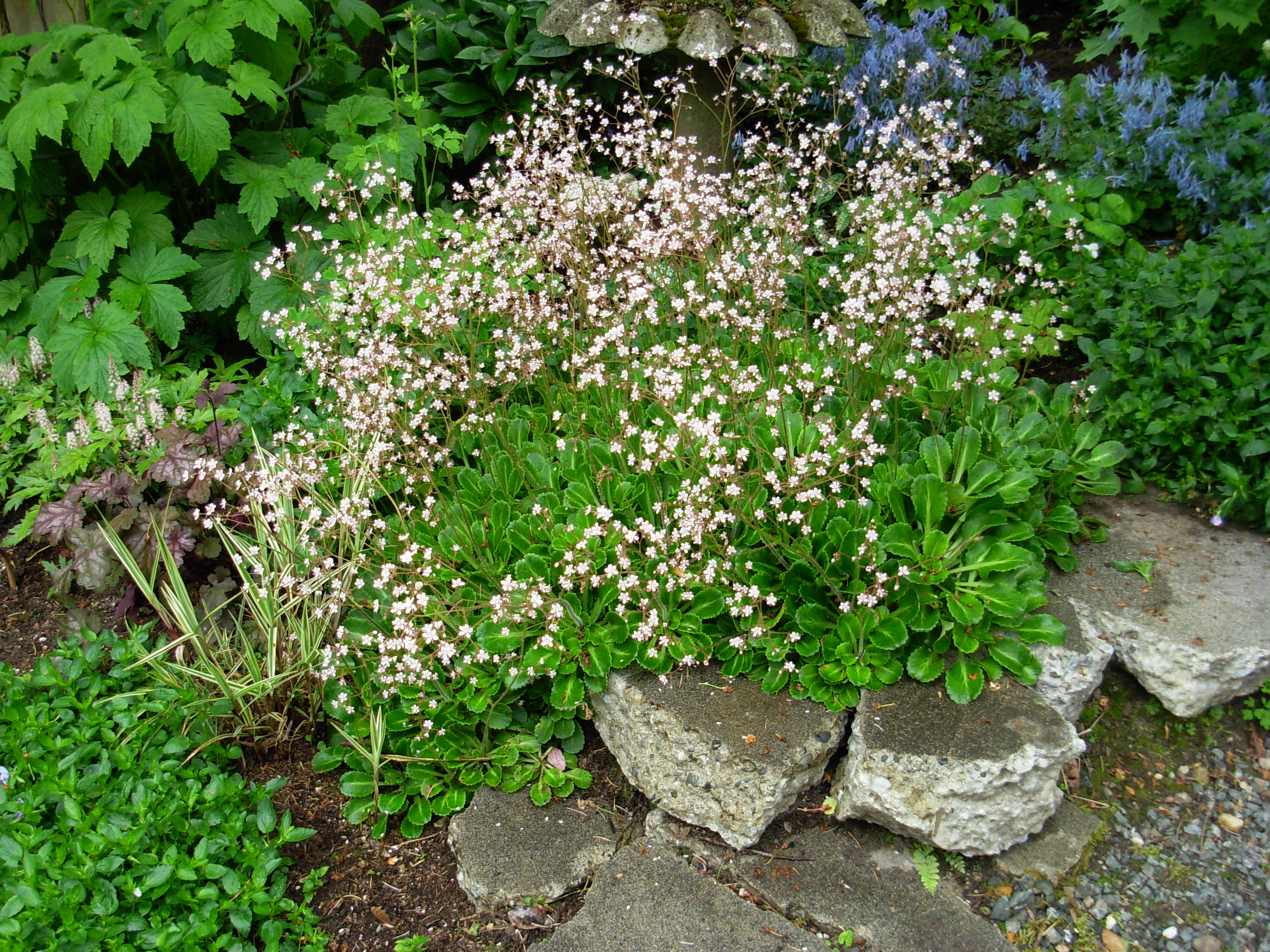
Saxifraga umbrosa

Schildersverdriet zijn planten met kleine lichtroze of witte bloemen van het geslacht steenbreek (Saxifraga). De bloemen van schildersverdriet zijn erg klein. Schildersverdriet is groenblijvend en winterhard. De plant wordt in tuinen veel toegepast als randbeplanting en bodembedekker.
Soorten van dat geslacht die schildersverdriet genoemd worden zijn Saxifraga x hirsuta, Saxifraga x geum (oude naam: Saxifraga umbrosa). Ook Saxifraga x urbium wordt schildersverdriet genoemd. Dit is een natuurlijke hybride die al sinds de 17e eeuw bekend is en is ontstaan uit Saxifraga umbrosa × Saxifraga spathularis. Van deze laatste bestaan verschillende cultivars met verschillende bladvormen, zoals Aureopunctata, Clarence Elliott, Colvillei, Primuloides, Primuloides Variegata en Variegata.
Saxifraga x geum is in de Nederlandse natuur zeer zeldzaam.

## Naamgeving
Een verklaring voor de naam schildersverdriet is dat de plant erg moeilijk te schilderen is, daar de bloemetjes van de plant bijzonder klein zijn. In het Frans wordt de plant désespoir du peintre genoemd, wat zoiets betekent als 'schilderswanhoop'. Andere Nederlandse namen voor de plant zijn hoe-langer-hoe-liever, porseleinbloempje, menistenzusje en steenbreek.
... · 
S. aizoides (Gele bergsteenbreek) · 
S. bryoides · 
S. cernua (Knikkende steenbreek) · 
S. facchinii · 
S. granulata (Knolsteenbreek) · 
S. hypnoides (Mossteenbreek) · 
S. nathorstii · 
S. oppositifolia (Zuiltjessteenbreek) · 
S. paniculata (Trossteenbreek) · S. tridactylites (Kandelaartje) · 
S. rosacea (Roosjessteenbreek) · 
S. rosacea subsp. sponhemica (Rijnse steenbreek) · 
S. rotundifolia (Rondesteenbreek) · 
S. umbrosa (Schildersverdriet)
...